# Rex Grossman
Pour les articles homonymes, voir Grossman.
(en) Statistiques sur pro-football-reference
Rex Daniel Grossman III, né le 23 août 1980 à Bloomington dans l'Indiana, est un joueur américain de football américain qui évolue au poste de quarterback.

## Carrière

### Universitaire
Il effectua sa carrière universitaire avec les Gators de la Floride. Grossman a cumulé 9 164 yards à la passe (3 896 yards en 2001).

### Professionnelle
Il a été drafté au 1er tour (22e choix) en 2003 par les Bears de Chicago.
En 2010, il rejoint les Texans de Houston et en 2011 les Redskins de Washington.

## Palmarès

### Universitaire
- 2000 : 3e de NCAA à la passe
- 2001 : 2e au trophée Heisman
- 2001 : 1er de NCAA à la passe